# Natalia Dominiak
Natalia Dominiak (ur. 30 stycznia 1998 w Częstochowie) – polska pięcioboistka, mistrzyni Europy U24 (2017).

## Kariera sportowa
Jest członkinią kadry narodowej w pięcioboju nowoczesnym, reprezentującą klub ZKS Drzonków. Jej pierwszym dużym sukcesem było indywidualne wicemistrzostwo Europy juniorek w Pradze w 2015 roku. W kolejnym roku zadebiutowała w seniorskiej stawce Pucharu Świata. Podczas młodzieżowych mistrzostw Europy w Drzonkowie w parze z Danielem Ławrynowiczem wywalczyła brązowy medal.
W 2017 roku po raz pierwszy stanęła na indywidualnym podium mistrzostw Polski seniorów. W tym samym roku w Drzonkowie podczas pierwszych mistrzostw Europy U24 wygrała rywalizację indywidualną, a w drużynie z Martą Kobecką i Dominiką Karolak zajęła drugie miejsce. Rok później na tej samej imprezie zdobyła brązowy medal z Danielem Ławrynowiczem, a w 2019 roku z Kamilem Kasperczakiem wywalczyła srebro.
Sezon 2019 zakończyła startem na Światowych Wojskowych Igrzyskach Sportowych w Wuhan. Tam zajęła indywidualnie 21. miejsce, natomiast wraz z Oktawią Nowacką i Anną Maliszewską zdobyła brąz w klasyfikacji drużynowej.
W 2020 roku w Kairze po raz pierwszy awansowała do finału zawodów Pucharu Świata, w którym sklasyfikowana została na 21. miejscu.

## Ciekawostki
- Wśród przyjaciół ma pseudonim "Żyrafa"[1].